# Вадовські Селищі
Ва́довські Се́лищі (мокш. Вад Велязем, ерз. Вадовскяй Селища, рос. Вадовские Селищи) — мокшанське село у складі Зубово-Полянського району Мордовії, Росія. Входить до складу Анаєвського сільського поселення.

## Топонім
Назва походить від гідроніма Вад, лівої притоки річки Мокша, та мокшанського слова велязем / велезем, що означає селище.

## Клімат
| Кліматограма Вадовських Селищ                                                                                             | Кліматограма Вадовських Селищ | Кліматограма Вадовських Селищ | Кліматограма Вадовських Селищ | Кліматограма Вадовських Селищ | Кліматограма Вадовських Селищ | Кліматограма Вадовських Селищ | Кліматограма Вадовських Селищ | Кліматограма Вадовських Селищ | Кліматограма Вадовських Селищ | Кліматограма Вадовських Селищ | Кліматограма Вадовських Селищ |
| --- | ----------------------------- | ----------------------------- | ----------------------------- | ----------------------------- | ----------------------------- | ----------------------------- | ----------------------------- | ----------------------------- | ----------------------------- | ----------------------------- | ----------------------------- |
| С | Л                             | Б                             | К                             | Т                             | Ч                             | Л                             | С                             | В                             | Ж                             | Л                             | Г                             |
| 51 −6 −11 | 45 −5 −11                     | 43 1 −6                       | 44 11 1                       | 53 19 9                       | 74 22 13                      | 78 25 16                      | 67 23 14                      | 64 17 9                       | 64 9 3                        | 54 1 −3                       | 56 −3 −7                      |
| Середня макс. і мін. температури повітря (°C) Атмосферні опади (мм), за рік : 693 мм. Джерело: «Climate-Data.org» (англ.) |                               |                               |                               |                               |                               |                               |                               |                               |                               |                               |                               |

## Історія
Вперше згадується у XVI столітті. 

## Населення
| 2002  | 2010  | 2020  |
| ----- | ----- | ----- |
| → 344 | ↘ 289 | ↘ 204 |

Національний склад (станом на 2002 рік):
- мокша — 96 %